# Loutráki (Pella)
Loutráki, en grec moderne : Λουτράκι, auparavant appelé Káto Pózar (Κάτω Πόζαρ), jusqu'en 1922, est un village du district régional de Pella en Macédoine-Centrale, Grèce. En 2010, il est intégré au sein du dème d'Almopie.
Selon le recensement de 2011, la population du village s'élève à 1 146 habitants.